# Fernando González (nadador)
Fernando González (Guayaquil, Provincia de Guayas, Ecuador, 26 de agosto de 1950) es un exnadador olímpico ecuatoriano.

## Carrera Deportiva
Compitió en tres pruebas en los Juegos Olímpicos de Verano de 1968 y también en los campeonatos sudamericano de Río de Janeiro, en Brasil, en 1968.